# Töging am Inn
Töging am Inn é uma cidade da Alemanha localizado no distrito de Altötting, região administrativa de Alta Baviera, estado da Baviera.